# Pleszczotka
Pleszczotka este o arie protejată (sit de importanță comunitară — SCI) din Polonia întinsă pe o suprafață de 4,68 ha, integral pe uscat.

## Localizare
Centrul sitului Pleszczotka este situat la coordonatele 50°17′29″N 19°28′23″E / 50.2914°N 19.473°E.

## Înființare
Situl Pleszczotka a fost declarat sit de importanță comunitară în octombrie 2009 pentru a proteja un număr necunoscut de specii din flora spontană și fauna sălbatică aflate în arealul zonei.

## Biodiversitate
Situată în ecoregiunea continentală, aria protejată conține 1 habitat natural: Pajiști calaminariene cu Violetalia calaminariae.
La baza desemnării sitului se află un număr nedeclarat de specii protejate.